# Three Rings Design
Three Rings Design — корпорация, занимающаяся разработкой многопользовательских компьютерных игр, распространяющихся по модели free-to-play. Основана 30 марта 2001. Известна благодаря таким играм, как Spiral Knights и Puzzle Pirates.

## История
Будущий глава компании Daniel James и программист Michael Bayne основали корпорацию 30 марта 2001. Название "Three Rings Design" является отсылкой к легендариуму Джона Р. Р. Толкина: к Трём Кольцам Власти, попавшим к эльфам, по названию этих колец были также созданы три open-source Java-библиотеки, на которых базируется часть игр корпорации. 

### Период независимой разработки
Разработка первой игры корпорации началась в июле 2001, когда Daniel James предложил идею создать MMO, основой которой стали бы головоломки. В 2003 году у Three Rings выходит игра Puzzle Pirates, которая позволила независимой компании громко заявить о себе, получить множество наград и положительных отзывов со стороны критиков. Став одними из первых разработчиков, которые внедрили микротранзакции, они быстро стали популярным оператором онлайн-игр. Вдохновившись морской тематикой, корпорация оформляет свой главный офис в стиле подводной лодки.
В 2007 выходит их вторая игра - Bang! Howdy, и следом за ней запускается сайт Whirled, где наряду с играми собственного производства (Underwhirled Drift, Brawler Whirled и пр.) сообществу игроков открывается возможность создавать свой собственный контент и даже целые игры. В 2008 корпорация проводит конкурс с наградами до 25000$ за лучшую flash-игру, которая сделана с использованием WhirledAPI.
Параллельно с разработкой небольших браузерных игр для Facebook (таких, как Bite Me! и The Everything Game) с 2007 года отдельное подразделение компании занимается разработкой Spiral Knights. Игра официально выходит в 2011 году, и за первые же два месяца своего существования набирает 1 миллион игроков.
Продемонстрировав свою компетентность в создании онлайн-игр для игроков любого возраста и пола, корпорация заинтересовала BBC Worldwide. В ходе конференции GDC в 2011 году Three Rings Design при поддержке BBC Worldwide анонсировали игру Doctor Who: Worlds in Time.

### Период работы с Sega
С 17 ноября 2011 Three Rings Design становится дочерней компанией Sega Sammy Holdings, где была призвана сыграть ключевую роль в расширении цифрового влияния материнской компании. 
В 2012 году для мобильных устройств выходит игра Spellwood, а в 2013 на них портируется The Everything Game.
В январе 2014 на пике популярности своей игры Spiral Knights корпорацию покидает ведущий дизайнер Nick Popovich, следом за ним в апреле уходит с поста руководителя Three Rings Design её основатель Daniel James. В январе этого же года без объявления причин прекратилась поддержка игры Doctor Who: Worlds in Time.
Весной 2016 года Sega распускает всех оставшихся работников Three Rings Design, отказываясь от компании в пользу более прибыльных проектов. В апреле 2015 Daniel James начинает работу в корпорации Grey Havens, которая 5 апреля 2016 приобретает у Sega права на разработанные в Three Rings и всё ещё активные игры обратно. После окончательного расформирования Three Rings Design персонал корпорации был вынужден искать себе новые рабочие места, часть сотрудников продолжила работать в составе Grey Havens, некоторые перешли на схожую должность в компанию Monomi Park, которую также основал бывший сотрудник Three Rings - Nick Popovich.

## Список игр
- 2003 — Puzzle Pirates (Win, macOS, Linux)
- 2007 — Bang! Howdy (Win, macOS, Linux, SteamOS)
- 2007 — Whirled (Браузерная игра)
  - 2008 — Underwhirled Drift
  - 2008 — Brawler Whirled
  - 2008 — Corpse Craft: Incident at Weardd Academy
- 2009 — The Everything Game (Браузерная игра)
- 2010 — Bite Me! (Браузерная игра)
- 2010 — Downtown (Браузерная игра)
- 2011 — Spiral Knights (Win, macOS)
- 2012 — Spellwood (iOS, Android)
- 2012 — Doctor Who: Worlds in Time (Браузерная игра)

## Награды
Признание:
- Three Rings Design в списке 30 лучших разработчиков 2012 года по мнению Gamasutra[18]

За Puzzle Pirates:
- RPG Vault Awards 2003 — Сюрприз года (победа)[19]
- RPG Vault Awards 2003 — Дебют года (номинация)[19]
- RPG Vault Awards 2003 — Онлайн-мир года (номинация)[19]
- IGN Editor's Choice Award 2004 (победа)[20]
- Independent Games Festival Awards 2004 — Приз зрительских симпатий (победа)[21]
- Independent Games Festival Awards 2004 — Лучшее техническое исполнение (победа)[21]
- Interactive Achievement Awards 2004 — MMO года (номинация)[22]
- Webby Award for Games 2004 (победа)[23]
- Times 50 Best Websites of 2004[24]

За Bang! Howdy:
- Independent Games Festival Awards 2007 — Лучшее техническое исполнение (победа)[25]
- Independent Games Festival Awards 2007 — Гран-при Шеймуса Макнэлли (номинация)[26]
- The 16th Annual Computer Games Magazine Awards — Лучший MMO-дебют 2006 (победа)[27]

За Spiral Knights:
- Game Developers Choice Online Awards 2011 — Лучший дизайн онлайн-игры (победа)[28]
- Game Developers Choice Online Awards 2011 — Лучшее визуальное оформление онлайн-игры (номинация)[28]
- Game Developers Choice Online Awards 2011 — Лучшее звуковое сопровождение онлайн-игры  (номинация)[28]
- Game Developers Choice Online Awards 2011 — Лучшая новинка среди онлайн-игр (номинация)[28]